# Charly Koubesserian
Garbise Koubesserian, dit Charly Koubesserian, né le 4 mai 1931 à Paris où il est mort le 21 juin 2023, est un maquilleur français d'origine arménienne.

## Biographie
Il est le maquilleur professionnel des anciens présidents Charles de Gaulle (durant sept ans), Georges Pompidou et François Mitterrand, ainsi que de Jean-Paul Belmondo à partir de 1968.
Il meurt le 21 juin 2023 dans le 13e arrondissement de Paris à l'âge de 92 ans. Ses funérailles ont lieu à la cathédrale Saint-Jean-Baptiste de Paris dans l'après-midi du 30 juin, suivies de l'inhumation au cimetière de Viroflay (Yvelines).

## Filmographie
- 1968 : Coplan sauve sa peau
- 1975 : Peur sur la ville
- 1981 : Le Professionnel
- 2000 : Amazone

## Ouvrages
- Ma vie sans maquillage (préf. Jean-Paul Belmondo, collab. Philippe Durant), Paris, Zélie, 1994, 207 p.  (ISBN 9782840690719).
- L'Arménien : de de Gaulle à Belmondo, les mémoires d'un grand maquilleur du cinéma français (préf. Jean-Paul Belmondo), Paris, Bayard, 2003, 151 p.  (ISBN 9782227470811).